# Herz-Jesu-Kirche (Wien-Landstraße)

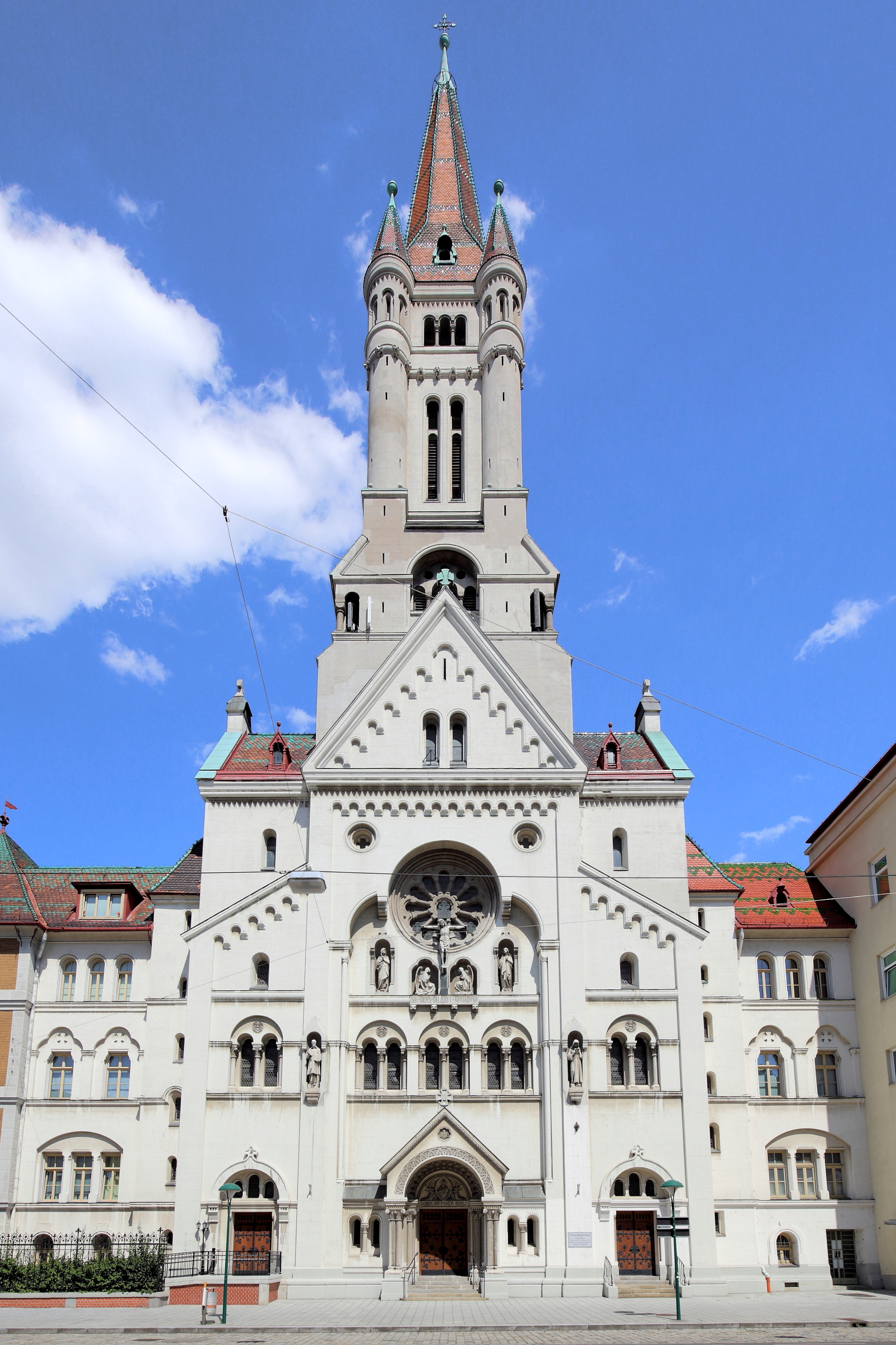
Die Herz-Jesu-Kirche im 3. Wiener Gemeindebezirk

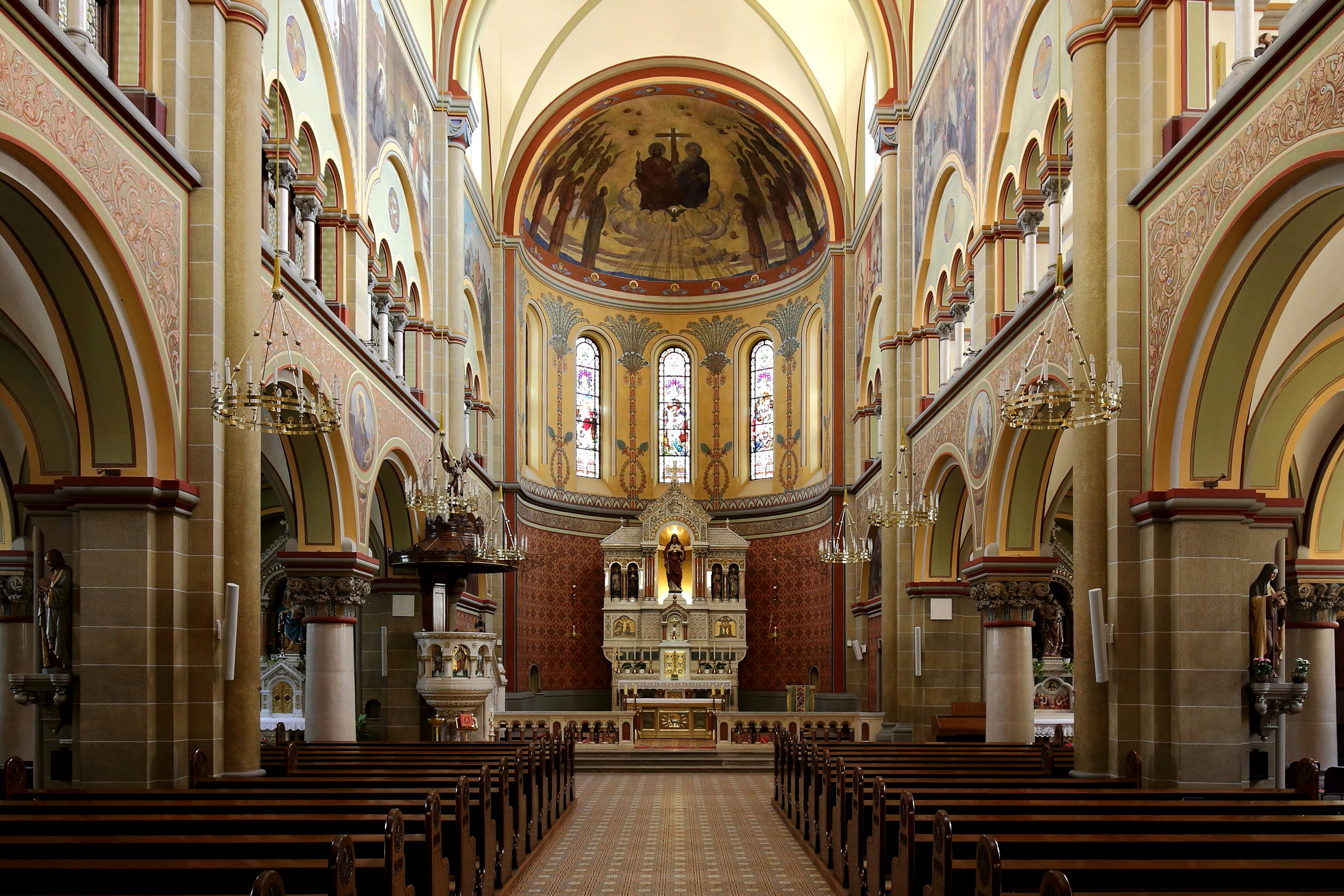
Innenansicht

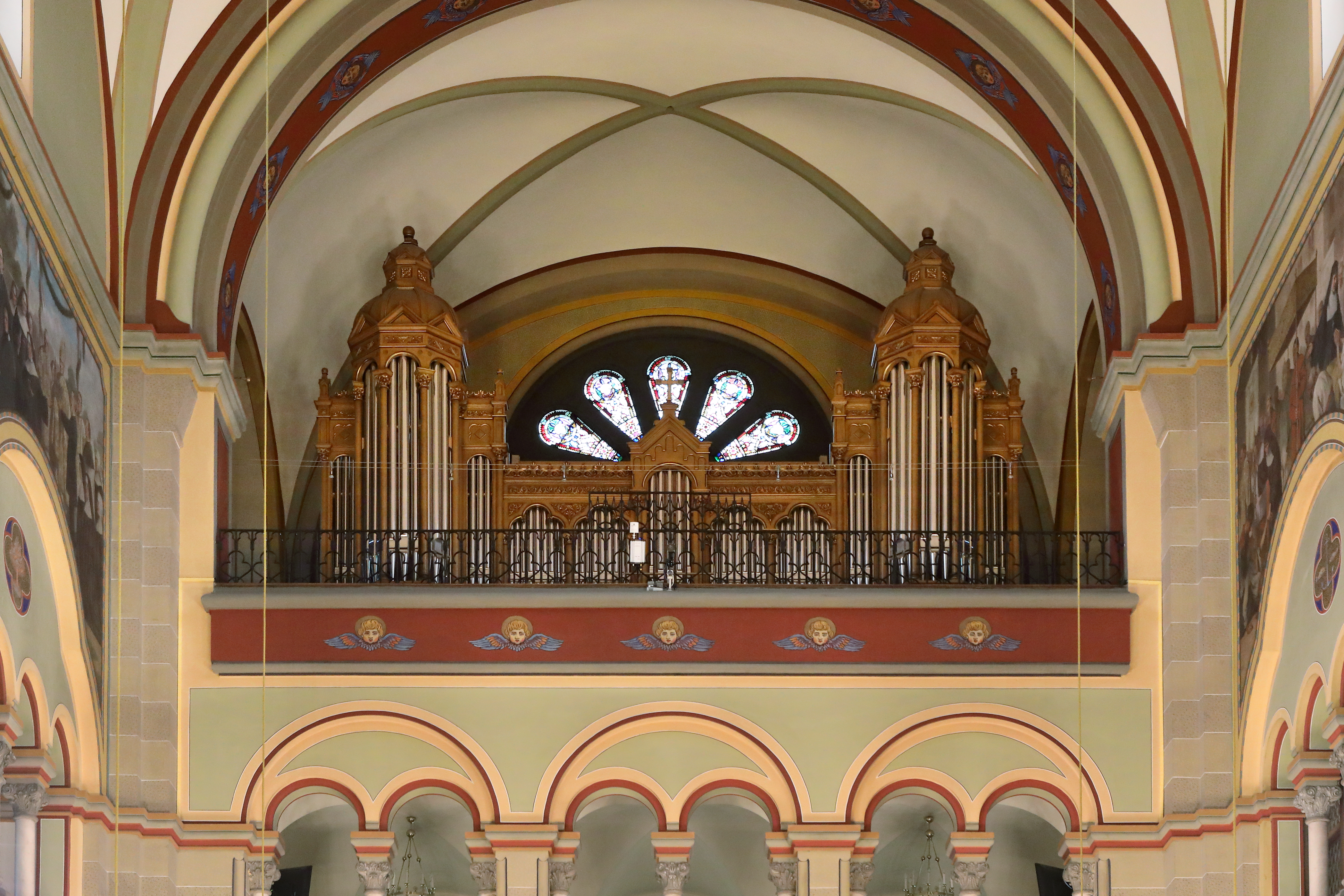
Ansicht der Empore mit der Kirchenorgel

Die Herz-Jesu-Kirche (ⓘ) ist eine römisch-katholische Kirche und Filialkirche der Pfarrkirche Rennweg im 3. Wiener Gemeindebezirk Landstraße.
Die Kirche gehört zum Spital und Kloster der Dienerinnen zum Heiligsten Herzen Jesu mit der Anschrift Landstraßer Hauptstraße 137 / Keinergasse 37. Die Landstraßer Hauptstraße wurde 2011 im Bereich des Klosters und der Kirche nach Peter Viktor Braun, dem Gründer des dort ansässigen Ordens, auf „Viktor-Braun-Platz“ benannt.

## Geschichte
Nach dem Erwerb des Baugrunds 1903 erfolgte am 8. Mai 1904 die Grundsteinlegung. Nach Entwürfen von Gustav von Neumann (1859–1928) wurde die Kirche von 1904 bis 1906 als mächtige neuromanische Basilika mit einer Turmfassade zur Landstraßer Hauptstraße erbaut. Weihbischof Godfried Marschall weihte die Kirche am 30. September 1906.
Das Innere der Kirche wurde erst von 1922 bis 1925 durch den akademischen Maler Franz Zimmermann und den Ornamentenmaler Hans Jakubetz fertiggestellt. Am Ende des Zweiten Weltkriegs wurde die Spitze des Kirchturms abgeschossen, dieser hatte nach der Sanierung 1947/1948 eine um sieben Meter auf 65 Meter verkürzte Höhe. Von 1980 bis 1982 wurde der Innenraum renoviert.

## Architektur und Ausstattung
Die dreischiffige Kirche mit einer Apsis und dem 68 Meter hohen Turm über dem Hauptportal hat eine Länge von 39 Metern, eine Mittelschiffbreite von zehn Metern, eine Seitenschiffbreite von fünf Metern und eine Gewölbehöhe von 21 Metern.
Die Orgel wurde von den Gebrüdern Rieger 1907 gebaut und 1918 sowie 1966 umgebaut. Im Jahr 2005 wurde der Innenraum wiederum restauriert und renoviert und eine neue Pfeifenorgel durch Orgelbau M. Walcker-Mayer in das vorhandene Gehäuse eingebaut. Eine Besonderheit sind die Kegelladen, welche die Firma extra für das Pedalwerk angefertigt hat.
Die Kirche besitzt 4 Glocken:
| Nr. | Name             | Schlagton | Gewicht in Kg | Durchmesser in cm | Gießer                   | Gussjahr |
| --- | ---------------- | --------- | ------------- | ----------------- | ------------------------ | -------- |
| 1   | Herz-Jesu-Glocke | dis¹      | 1258          | 128               | Glockengießerei Pfundner | 1956     |
| 2   | Marienglocke     | fis¹      | 726           | 106               | Glockengießerei Pfundner | 1956     |
| 3   | Josefglocke      | gis¹      | 518,8         | 96                | Glockengießerei Pfundner | 1956     |
| 4   | Augustinusglocke | h¹        | 301,8         | 80                | Glockengießerei Pfundner | 1956     |